# Ray Magliozzi
Raymond "Ray" Francis Magliozzi (ur. 30 marca 1949 r.) – współgospodarz – wraz z bratem Tomem – cotygodniowego programu radiowego Car Talk, emitowanego przez National Public Radio (NPR) w USA.

## Życiorys
Ray Magliozzi pochodzi z Cambridge, gdzie mieszkał prawie całe życie. W 1972 roku ukończył studia na Massachusetts Institute of Technology. Spędził kilka lat na uczeniu przedmiotów ścisłych w Bennington. Potem wrócił do Cambridge i wraz z bratem otworzył warsztat, który nazwali Hacker's Haven. Spędza większość czasu pracując w warsztacie i prowadząc audycję radiową.